# Ian Branfoot
Ian Branfoot, né le 26 janvier 1947 à Gateshead (Angleterre), est un footballeur anglais qui évoluait au poste d'arrière latéral, notamment à Sheffield Wednesday. Il a ensuite été entraîneur, en particulier à Southampton (Premier League).